# Roger Christian (ijshockeyspeler)
Roger Allen Christian (Warroad, 1 december 1935 - Grand Forks, 9 november 2011) was een Amerikaans ijshockeyer. 
Christian won samen met zijn broer Bill tijdens de Olympische Winterspelen 1960 in eigen land de gouden medaille. Dit was de eerste keer dat de Amerikaanse ploeg olympisch goud won bij het ijshockey. Tijdens dit toernooi maakte Christian acht doelpunten en drie assists in zes wedstrijden.
Vier jaar later tijdens de Olympische Winterspelen 1964 in het Oostenrijkse Innsbruck eindigde Christian met zijn ploeggenoten als vijfde.